# بال‌پلی (آلاباما)
بال‌پلی (به انگلیسی: Ballplay) شهرکی در شهرستان اتوا ایالت آلاباما است که مساحت آن ۶۱٫۲ کیلومترمربع است و در سرشماری سال ۲۰۱۰ میلادی، ۱٬۵۸۰ نفر جمعیت داشته و تراکم جمعیتی آن، ۲۵٫۸۲ در کیلومترمربع بوده است.